# Colonia la Remolacha
Colonia la Remolacha är en ort i kommunen San Antonio la Isla i delstaten Mexiko i Mexiko. Samhället hade 398 invånare vid folkräkningen 2020.